# Milan Stanković
Milan Stanković (Милан Станковић) (Belgrado, 9 settembre 1987) è un cantante serbo.

## Storia
Milan inizia la propria carriera nel 2007 partecipando al concorso musicale Zvezde Granda, dove entra nella super-finale, monopolizzando l'attrazione dei mass media e divenendo il favorito del pubblico (i voti via SMS lo piazzano al primo posto in 12 dei 14 concorsi). Nello stesso anno, i suoi singoli sono inclusi nella compilation Zvezde Granda (con una tiratura di 100 000 copie).
In aggiunta alle esibizionii nel territorio dell'ex Jugoslavia, Milan ottiene un grande successo nei suoi concerti in Svizzera, Ungheria e negli Stati Uniti.
Nel maggio del 2009 pubblica il suo album di debutto Solo, che vende circa 50 000 copie.

## Eurovision Song Contest
Milan partecipa a Tri Pa Jedan Za Oslo, le selezioni serbe finali per l'Eurovision Song Contest 2010.
Vince il concorso rappresentando la Serbia con la canzone Ovo je Balkan ("Questi sono i Balcani") nella finale del concorso europeo, dove si piazza alla 13ª posizione con 72 punti.